# Jean-Natal Ratsimialona
Jean-Natal Ratsimialona (ur. 23 maja 1978) – madagaskarski piłkarz grający na pozycji pomocnika. W swojej karierze rozegrał 16 meczów i strzelił 2 gole w reprezentacji Madagaskaru.

## Kariera klubowa
Swoją karierę piłkarską Ratsimialona rozpoczął w klubie AS Fortior. W sezonie 2000 zadebiutował w jego barwach w pierwszej lidze madagaskarskiej. Grał w nim do 2004 roku. Wywalczył z nim mistrzostwo kraju w 2000 roku oraz zdobył Puchar Madagaskaru w 2002. W latach 2005–2014 był zawodnikiem AS Adema, w którym zakończył karierę. Dwukrotnie został z nim mistrzem Madagaskaru w latach 2006 i 2012 oraz zdobył cztery puchary tego kraju w latach 2007, 2008, 2009 i 2010.

## Kariera reprezentacyjna
W reprezentacji Madagaskaru Ratsimialona zadebiutował 22 kwietnia 2000 roku w przegranym 0:1 meczu eliminacji do MS 2002 z Gabonem, rozegranym w Libreville. Od 2000 do 2003 wystąpił w kadrze narodowej 16 razy i strzelił 2 gole.